# Edwin Pitman
Pour les articles homonymes, voir Pitman.
Edwin James George Pitman est un mathématicien australien né à Melbourne le 29 octobre 1897 et mort le 21 juillet 1993 à Kingston en Tasmanie. Il a apporté d'importantes contributions aux domaines des statistiques et des probabilités. Il a notamment laissé son nom à l'efficacité de Pitman, au test de permutation de Pitman et au théorème de Pitman Koopman Darmois.

## Biographie
Né à Melbourne le 29 octobre 1897 de parents anglais émigrés en Australie, il fait ses études à l'Ormond College de l'université de Melbourne, duquel il est diplômé de mathématiques en 1921. Ces études ont été interrompues en 1918 où il est mobilisé dans la première force impériale australienne. De 1919 à 1920 il étudie à la London School of Economics. Ce n'est qu'en 1926 qu'il commence à s'intéresser aux statistiques, lorsqu'il est nommé professeur de mathématiques à l'université de Tasmanie. Il occupe ce poste jusqu'à son départ en retraite en 1962. 
Il est mort le 21 juillet 1993 à l'âge de 95 ans et est enterré à Kingston.
Il est le second président de la  Société australienne de mathématiques dont il est un membre fondateur. Il est aussi membre à vie de la Société australienne de statistiques qui crée la médaille Pitman en son honneur, et dont il est le premier récipiendaire.

## Recherche
Dans son premier article, en 1936, Pitman s'intéresse aux distributions admettant une statistique exhaustive et complète, ce qui donna plus tard le théorème théorème de Pitman Koopman Darmois.
Dans trois articles parus en 1956, 1961 et 1968 il étudie le comportement des fonctions caractéristiques au voisinage de l'origine.
Dans un article de 1957 sur le livre de Fisher Statistical Methods and Scientific Inference il critique sa vision de la significativité des tests et l'inférence fiduciaire. Cet article crée un froid entre les deux statisticiens qui avaient liés des liens d'amitiés jusque là.
Il donne de nombreuses conférences traitant de statistiques non paramétriques, notamment aux États-Unis, qui ont un impact important. C'est dans ces conférences qu'il introduit les notions d'efficacité et de puissance asymptotique d'un test.

## Travaux publiés
Les publications d'Edwin Pitman, dont voici quelques principales, comprennent 21 articles scientifiques et une monographie.
- Sufficient statistics and intrinsic accuracy, Proc. Camb. Phil. Soc. 32, (1936), 567–579.
- The "closest" estimates of statistical parameters. Proc. Camb. Phil. Soc. 33 (1937), 212–222.
- Significance tests which may be applied to samples from any populations. Suppl.J .R. Statist. Soc. 4, (1937), 119–130.
- Significance tests which may be applied to samples from any populations. II. The correlation coefficient test. Suppl. J. R. Statist. Soc. 4, (1937), 225–232.
- Significance tests which may be applied to samples from any populations. III. The analysis of variance test. Biometrika 29, (1938), 322–335.
- The estimation of the location and scale parameters of a continuous population of any given form, Biometrika 30, (1939) 391–421.
- Tests of hypotheses concerning location and scale parameters. Biometrika 31, (1939) 200–215.
- Statistics and science. Journal of the American Statistical Association 25, (1957), 322–330.
- Some remarks on statistical inference. Proc. Int. Res. Seminar, Berkeley (Bernoulli–Bayes–Laplace Anniversary Volume), (1965), 209–216. New York: Springer-Verlag.